# 永末直文
永末 直文（ながすえ なおふみ 1942年11月1日 - 2024年2月11日）は、日本の医師、医学者、島根大学名誉教授。

## 生涯
1942（昭和17）年、福岡県生まれ。1967（昭和42）年、九州大学医学部卒業。同大学医学部附属病院にてインターン。翌1968（昭和43）年、同大学医学部附属病院第２外科副手になる。1969（昭和44）年、済生会八幡病院外科医員を経て、1972（昭和47）年、スウェーデン・ルンド大学に留学。1974（昭和49）年に帰国後、九州大学医学部附属病院、広島赤十字・原爆病院第２外科部長。1986（昭和61）年に島根医科大学助教授就任。以降、同教授、同病院長。2003年、島根大学医学部長に就任。2005年に退官後、医療法人福満会ふくみつ病院院長。2012年からは同法人のみつみ介護老人保健施設施設長に就任。趣味は乗馬。
1989（平成元）年10月26日、1歳の男児に父親の肝臓の一部を移植する手術を国内で初めて行った。男児は一時回復したが、手術から285日で死亡した。世界で4例目となったこの手術は日本の移植医療の転換点になり、現在では、累計1万件以上の実績がある生体肝移植の道を開いた。
2024（令和6）年2月11日に死去。81歳没。

## 著書
- 『決断: 生体肝移植の軌跡』（時事通信社 1990年）